# Damien-Hartard de la Leyen
Damien-Hartard de la Leyen, ou Damian Hartard Reichsfreiherr von Leyen-Hohengeroldseck ou Damien de la Pierre, (né le 12 mars 1624 à Trèves et mort le 6 décembre 1678), est le doyen de l'église métropolitaine de Mayence, archevêque et prince-électeur de Mayence de 1675 au 6 décembre 1678. En même temps, il a été évêque de Worms, car l'archevêque de Mayence était aussi l'évêque de Worms depuis 1663 (Jean-Philippe de Schönborn) union personnelle.

## Famille
Damien-Hartard de la Leyen est le fils de Damien de la Leyen, seigneur d'Adendorf, et président de la cour provinciale de Trêves, et son épouse Anne-Catherine Walpott von Bassenheim. Son frère est Charles-Gaspard von der Leyen, Archevêque de Trèves de 1652 à 1676.

## Biographie

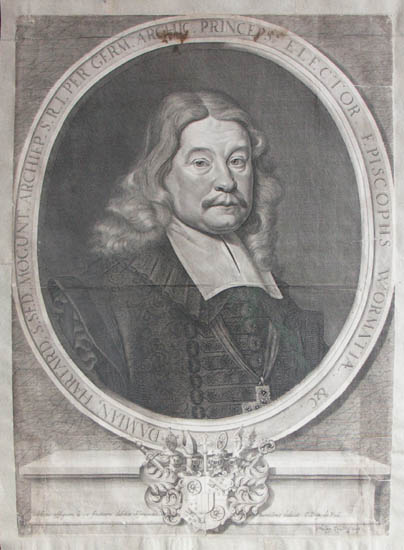
Portrait en gravure sur cuivre de Philipp Kilian (1628-1693).

Damien-Hartard esté, avec le soutien de son frère Charles-Gaspard 1654, archidiacre de Karden au sein de l'archevêché de Trèves et en union personnelle Prévôt de la collégiale Saint-Castor à Karden. Puis, en 1652, il devient prévôt de l'abbaye Saint-Alban devant Mayence, et ensuite prévôt de la cathédrale Saint-Pierre de Trèves.
Il est placé, le 3 juillet 1675, sur le siège de Mayence, et neuf jours après avoir postulé pour celui de Worms.
Damien-Hartard fait don de l'autel et de la chapelle de Saint Laurent dans son église métropolitaine. Ses parents construisent un monument funéraire tout à proximité, à un pilier dans le sud de bâtiment. C'est le dernier monument d'une longue série de tombes d'archevêques de Mayence au XIVe siècle.
C'est lui qui achève les ouvrages commencés par son prédécesseur dans le palais électoral.